# Meilleur joueur

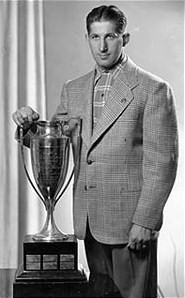
Le trophée Hart mémorial, photographié avec Elmer Lach

Le meilleur joueur ou la meilleure joueuse est désigné dans les sports collectifs à la fin d'une rencontre, d'une compétition ou d'une saison.

## Autres expressions
- Aux États-Unis et au Canada anglophone, le « most valuable player » (MVP, qui signifie littéralement le joueur de plus grande valeur) est élu dans la plupart des sports. D'abord d'usage dans les milieux sportifs professionnels, cette pratique s'est également étendue au sport amateur et même à des domaines éloignés des terrains de sport tel que le monde des affaires[1],[2].
- Les Canadiens francophones emploient l'expression « joueur le plus utile » comme traduction de MVP en NHL, NBA et NFL, ou encore « joueur par excellence » en MLB et CFL
- En Belgique, le « sportif de l'année » se voit remettre un prix par le roi en personne.
- Dans le football masculin, on désigne à la fin de chaque match l'« homme du match ».
- Au rugby à XV, en France, on a coutume de désigner le « Talent d'Or » à l'issue de chaque match international du XV de France, mais il s'agit aussi d'une pratique très répandue en rugby à XIII, puisque le meilleur joueur ou joueuse est très souvent désigné après chaque rencontre, quel que soit le niveau. Un titre accordé très souvent pour le match, mais aussi parfois par équipe.

## Récompenses
Dans les compétitions de sport professionnel, des cérémonies sont organisées pour récompenser les meilleurs joueurs de la saison, du championnat ou de la phase finale d'un championnat, en France, aux États-Unis et ailleurs ; voici quelques exemples :
- en baseball (États-Unis) : Joueur par excellence (Ligue majeure de baseball) et Joueur par excellence de la Série mondiale
- en basket-ball (États-Unis/Canada) :
  - Masculin : NBA Most Valuable Player et Trophée Bill Russell du meilleur joueur des Finales NBA
  - Féminin : Meilleure joueuse de la saison WNBA et Meilleure joueuse des Finales WNBA
- en basket-ball (France) :
  - Masculin : MVP Semaine des As
- en football (Europe) :
  - Ballon d'or (meilleur joueur du Monde élu par le journal français France football).
  - Ballon d'or féminin
- en football américain (États-Unis) : National Football League Most Valuable Player Award et Super Bowl Most Valuable Player Award
- en football canadien (Canada) : joueur par excellence de la Ligue canadienne de football et joueur par excellence de la coupe Grey (en)
- en hockey sur glace :
  - Ligue nationale de hockey (États-Unis/Canada) : trophée Hart pour le meilleur joueur en saison régulière, trophée Conn-Smythe pour joueur le plus utile lors des séries éliminatoires, trophée Ted-Lindsay au joueur le plus utile remis par ses pairs.
  - Ligue de hockey junior majeur du Québec (Québec, Canada) : trophée Michel-Brière (joueur le plus efficace en saison régulière) ; trophée Guy-Lafleur (joueur le plus utile des séries éliminatoires).
  - Ligue canadienne de hockey (Canada) : joueur de la saison de la Ligue canadienne de hockey
  - De plus, à la fin de chaque partie, dans la plupart des ligues nord-américaines tant professionnelles que junior, trois Étoiles du match (joueurs les plus utiles de la partie) sont choisies par un journaliste parmi les joueurs des deux équipes et annoncées alors que le joueur en question vient saluer les spectateurs.
- en handball :
  - Meilleur handballeur mondial de l'année
  - Meilleurs handballeurs de l'année
  - championnats de France masculin et féminin : meilleurs handballeurs de l'année en France
  - compétitions internationales : championnats d'Europe masculin et féminin, championnats du monde masculin et féminin
- en rugby à XIII
  - Meilleur joueur international de l'année
  - Meilleure joueuse internationale de l'année